# شريط هزلي

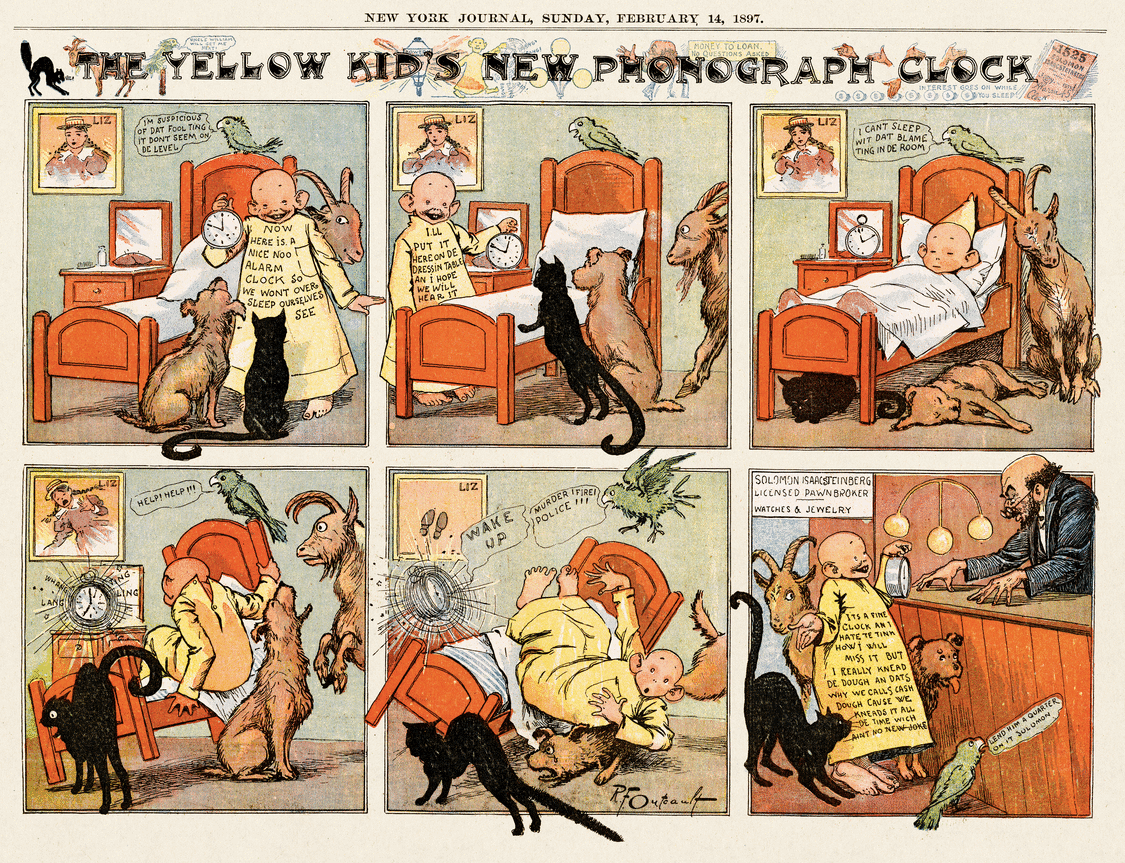
الشريط الهزلي

المُسَلسَلة الهَزْلية (بتسكين الزاي) أو الرسوم المُسلسلة أو الشريط الهَزْلي أو الشريط الفكاهي
(بالإنجليزية:comic strip) هو سلسلة من الرسومات غالبًا رسوم متحركة، مرتبة في لوحات مترابطة لعرض روح الدعابة القصيرة أو تكوين قصة، غالبًا متسلسلة مع نص في بالونات وتعليقات توضيحية تقليديا، خلال القرن العشرين والقرن الحادي والعشرين تم نشرها في الصحف والمجلات، مع طباعة شرائط أفقية يومية بالأبيض والأسود في الصحف، بينما قدمت صحف الأحد تسلسلات أطول في أقسام كاريكاتورية ملونة خاصة، مع ظهور الإنترنت، بدأت القصص المصورة عبر الإنترنت في الظهور على أنها ويب كومكس
يتم كتابة ورسم الأشرطة بواسطة فنان كاريكاتير معروف باسم رسام كارتون، فكما توحي كلمة «هزلي»، غالبًا ما تكون الشرائط مضحكة ومن الأمثلة على شرائط gag-a-day هذه Blondie و Bring Up Father و Marmaduke و Pearls Before Swine، في أواخر عشرينيات القرن الماضي، توسعت القصص المصورة من أصولها المبهجة لتعرض قصص المغامرات كما رأينا في Popeye و Captain Easy و Buck Rogers و Tarzan و Terry and the Pirates، في الأربعينيات من القرن الماضي ظهرت شرائط أوبرا الصابون - الاستمرارية مثل القاضي باركرو Mary Worth اكتسبت شعبية نظرًا لأن الشرائط «الكوميدية» ليست مضحكة دائمًا، فقد اقترح رسام الكاريكاتير ويل آيزنر أن الفن المتسلسل سيكون اسمًا محايدًا من النوع الأفضل
كل يوم في الصحف الأمريكية في معظم القرن العشرين، كان هناك ما لا يقل عن 200 شريط كوميدي مختلف ولوحة رسوم متحركة، أي ما يعادل 73000 في السنة، ظهرت المجلات الهزلية داخل المجلات الأمريكية مثل Liberty and Boys 'Life ، ولكن أيضًا على الأغلفة الأمامية، مثل سلسلة Flossy Frills في ملحق صحيفة The American Weekly Sunday . في المملكة المتحدة وبقية أوروبا يتم أيضًا تسلسل المجلات الهزلية في مجلات الكتب المصورة، مع استمرار قصة الشريط أحيانًا على ثلاث صفحات أو أكثر